# Thècle de l'amarel
Satyrium acaciae
Espèce
La Thècle de l'amarel ou Thècle de l'acacia (Satyrium acaciae) est une espèce de lépidoptères de la famille des Lycaenidae et de la sous-famille des Theclinae.

## Systématique
Satyrium acaciae a été décrite par Johan Christian Fabricius en 1787.
Au sein du genre Satyrium, l'espèce est placée dans le sous-genre Nordmannia.

### Synonymes
- Papilio acaciae Fabricius, 1787
- Fixenia acaciae (Fabricius, 1787)
- Nordmannia acaciae (Fabricius, 1787)[1]

### Noms vernaculaires
- en français : la Thècle (ou Thécla) de l'amarel, la Thècle (ou Thécla) de l'acacia
- en anglais : Sloe Hairstreak
- en allemand : Kleiner Schlehenzipfelfalter
- en espagnol : Sin Perfume

## Description
C'est un petit papillon au dessus marron, avec, chez la femelle, trois lunules orange aux postérieures et une touffe de poils noirs à l'angle anal.
Le revers est de couleur ocre gris orné d'une fine ligne blanche et de lunules prémarginales orange aux postérieures.

## Biologie

### Période de vol et hivernation
Il vole en une génération, en juin et juillet.
Il hiverne à l'état d'œuf pondu au niveau des fourches des rameaux.

### Plantes-hôtes
Ses plantes-hôtes sont le Prunelier (Prunus spinosa), l'amarel (Prunus mahaleb), ainsi que Prunus cerasifera en Transcaucasie.

## Écologie et distribution
Il est présent dans une grande partie de l'Europe, mais ni au sud (Sud de l'Espagne et de l'Italie) ni au nord (Royaume-Uni, Scandinavie, États baltes, Danemark). Il est aussi présent en Asie Mineure et dans le sud de la Russie.
En France métropolitaine, il est présent dans tout le Sud et l'Est du pays, et manque dans le tiers nord-ouest et en Corse.

### Biotope
C'est un lépidoptère des bois, des clairières, de tous les terrains à pruneliers.

### Protection
Pas de statut de protection particulier au niveau national.